# Marta Pera Cucurell
Marta Pera Cucurell (Mataró, 1959) és una traductora i poeta catalana. Llicenciada en filologia anglogermànica, s'ha dedicat professionalment a la traducció literària i audiovisual des de 1984. Ha traduït pel·lícules, documentals i sèries per a la televisió i el cinema, i més d’un centenar d’obres de narrativa, assaig i poesia. Entre els autors traduïts, figuren Katherine Mansfield, Sylvia Plath, Doris Lessing, Margaret Atwood, Mary Shelley, Edith Wharton, Flannery O'Connor, Colum McCann, Vladímir Nabókov, Henry James, William Faulkner, Joseph Conrad, Edgar Allan Poe, Percy Bysshe Shelley, William Shakespeare, Chuck Palahniuk, John le Carré, Bret Easton Ellis, Harold Pinter, Martin Amis, Orhan Pamuk, John Irving, Robert Musil, Peter Handke i Charles Simic.
El 2014 va rebre el premi Jordi Domènech de traducció de poesia per l'obra Mestre de disfresses de Charles Simic. També ha traduït poesia de Peter Handke i de Sharon Olds. A banda, és autora del llibre de poemes La quinta essència de la pols, que va guanyar el premi Benet Ribas de poesia de 2018 dins dels premis Recvll. També va rebre el Premi Ciutat de Barcelona de traducció en llengua catalana 2023 per la traducció d'Orlando de Virginia Woolf per a Viena Edicions. Al llarg del 2024 ha estat l'ambaixadora literària del PEN Català, dins del seu projecte de La càpsula del Temps.